# Гура Албешти (Васлуј)
Гура Албешти (рум. Gura Albești) насеље је у Румунији у округу Васлуј у општини Албешти. Oпштина се налази на надморској висини од 92 m.

## Становништво
Према подацима из 2002. године у насељу је живело 164 становника, од којих су сви румунске националности.